# Heterocentron
Heterocentron es un género  de plantas fanerógamas pertenecientes a la familia Melastomataceae. Comprende 27 especies descritas y de estas, solo 14 aceptadas. Es originario de México y Centroamérica.

## Descripción
Son arbustos o subarbustos erectos o procumbentes, hierbas sufrutescentes o postradas cespitosas, enraizando en los nudos. Hojas principales pecioladas (rara vez subsésiles), penninervias o 3-nervias, densa a esparcidamente pelosas o glabrescentes en ambas superficies. Flores 4-meras, pediceladas, en su mayoría en dicasios terminales bracteados, simples o compuestos, o solitarios, y en este caso terminales en su mayoría en ramas laterales. Hipanto campanulado a hemisférico o subgloboso al madurar, variadamente peloso a glabro; cáliz persistente, esparcidamente peloso a glabro, triangular, agudo a atenuado y típicamente con un pelo grueso en la punta. Pétalos blancos, rosados, purpúreos o magentas, obovados variando a ovados, generalmente glandular-ciliolados, por lo demás glabros. Estambres 8, marcadamente dimorfos; anteras 2-loculares, linear-oblongas a ligeramente subuladas y dehiscentes por medio de un poro solitario ligeramente inclinado ventralmente en las anteras más grandes y truncado a ligeramente inclinado dorsalmente en las anteras más pequeñas, los estambres más grandes con el conectivo prolongado por debajo de las tecas y modificados ventralmente en la inserción con el filamento formando un apéndice horizontal agrandado, profundamente 2-fido, los estambres más pequeños con el conectivo apenas prolongado por debajo de las tecas formando un apéndice inconspicuo obtusamente 2-giboso. Ovario súpero, 4-locular, glabro pero coronado por 4 escamas triangulares, rectangulares o variadamente lobadas, glabras o setosas; estilo glabro y declinado; estigma puntiforme. Fruto en cápsula seca envuelta por el hipanto; semillas cocleares y tuberculadas; tiene un número de cromosomas de x = 18.

## Taxonomía
El género fue descrito por Hook. & Arn. y publicado en The Botany of Captain Beechey's Voyage 290. 1841[1838]. La especie tipo es: Heterocentron mexicanum Hook. & Arn. 

## Especies aceptadas
A continuación se brinda un listado de las especies del género Heterocentron aceptadas hasta febrero de 2013, ordenadas alfabéticamente. Para cada una se indica el nombre binomial seguido del autor, abreviado según las convenciones y usos:
- Heterocentron alatum Rose & Standl.
- Heterocentron chimalapanum Todzia
- Heterocentron elegans (Schltdl.) Kuntze
- Heterocentron evansii Almeda
- Heterocentron floribundum Gleason
- Heterocentron glandulosum Schenk
- Heterocentron hirtellum (Cogn.) L.O. Williams
- Heterocentron laxiflorum Standl.
- Heterocentron muricatum Gleason
- Heterocentron occidentale Rose
- Heterocentron purpureum S. Winkl.
- Heterocentron subtriplinervium (Link & Otto) A. Braun & C.D. Bouché
- Heterocentron suffruticosum Brandegee
- Heterocentron undulatum Naudin